# Stipa capillacea
Stipa capillacea är en gräsart som beskrevs av Yi Li Keng. Stipa capillacea ingår i släktet fjädergrässläktet, och familjen gräs. Inga underarter finns listade i Catalogue of Life.